# Eudemis
Genre
Eudemis est un genre de petits lépidoptères (papillons) de la famille des Tortricidae, de la sous-famille des Olethreutinae et de la tribu des Olethreutini.

## Dénomination

### Synonyme
- Thirates Treitschke, 1829

### Autre genre
Ne pas confondre avec le genre Lobesia dont l'espèce Lobesia botrana s'appelle en français l'Eudémis de la vigne.

## Espèces rencontrées en Europe
- Eudemis porphyrana
- Eudemis profundana